# Via Brixiana
La via Brixiana (o Cremonensis) era una strada romana consolare che metteva in comunicazione il porto fluviale di Cremona (lat. Cremona), che si trovava lungo il fiume Po (lat. Padus), con Brescia (lat. Brixia), da cui passavano diverse strade romane che si diramavano verso l'intera Gallia Cisalpina (lat. Gallia Cisalpina).

## Storia

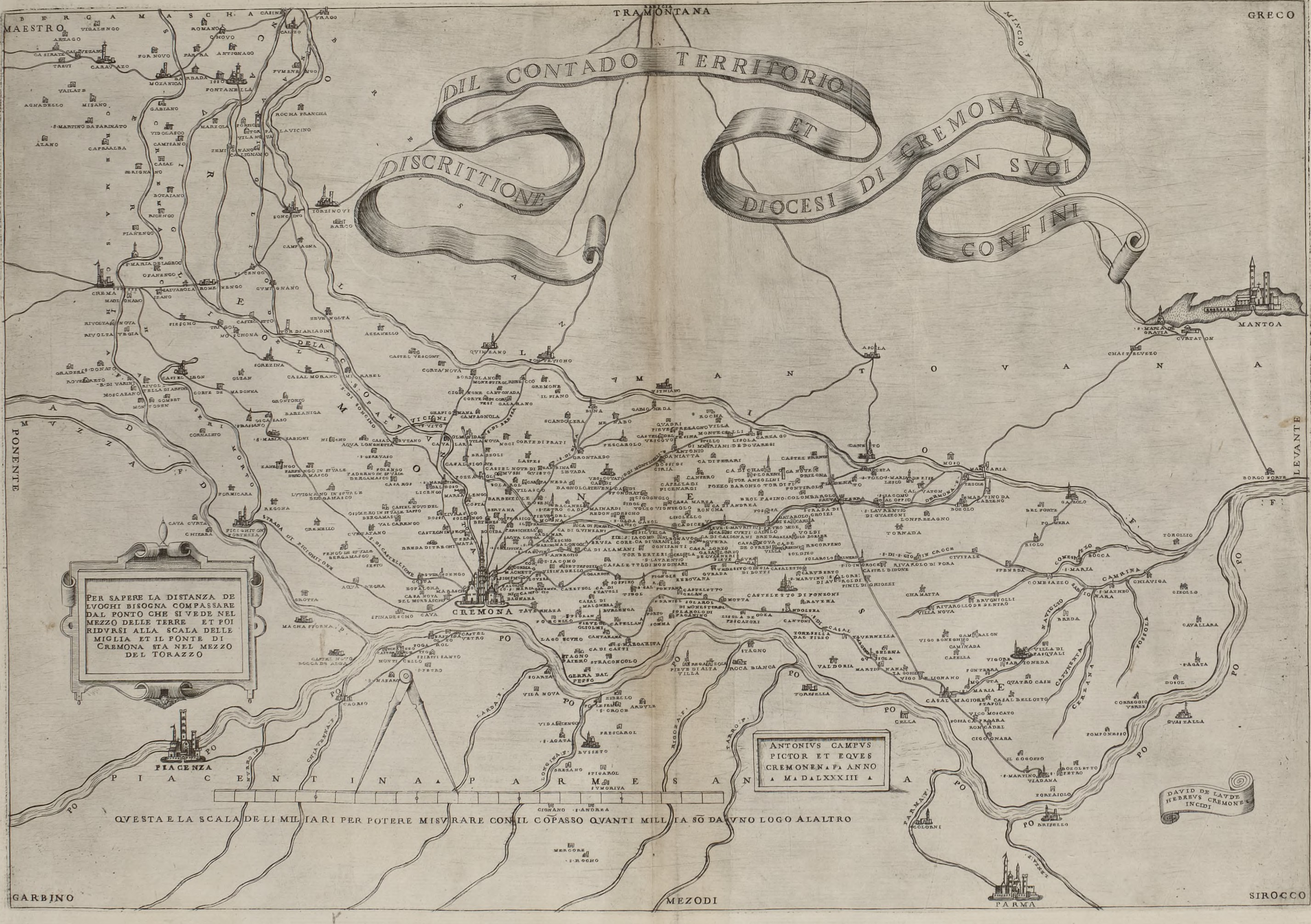
Cartina di Antonio Campi del contado di Cremona, dove appare la via Brixena (1583)

Fu costruita per mettere in comunicazione il porto fluviale di Cremona (lat. Cremona), che si trovava lungo il fiume Po (lat. Padus), con Brescia (lat. Brixia), da cui passavano diverse strade romane che si diramavano verso l'intera Gallia Cisalpina (lat. Gallia Cisalpina).
La strada prese poi il nome dalla città romana di Brixia. Il moderno comune di Pontevico (lat. Pontis Vicus) deriva il nome dalla presenza del ponte che permetteva alla via Brixiana di attraversare il fiume Oglio (lat. Ollius).

## Percorso
Il percorso della via Brixiana iniziava al porto fluviale di Cremona (Cremona) e terminava a Brixia (Brescia). Secondo Cremona fedelissima citta et nobilissima colonia de Romani (1585), la strada, uscita da Cremona dove intersecava la via Postumia, la via Regina,  proseguiva verso Plaxanum (Pozzaglio ed Uniti), Brazzuoli,  Rubeccum (Robecco d'Oglio), Pontis Vicus (Pontevico), Bassianum (Bassano Bresciano), Minervium (Manerbio), Balneolum (Bagnolo Mella) e Brixia (Brescia), dove incrociava la via Gallica e la via Mediolanum-Brixia.